# Ballade på Christianshavn
Ballade på Christianshavn (zu deutsch Krach in Christianshafen) ist ein dänischer Film von 1971. Er basiert auf den Folgen der erfolgreichen Fernsehserie Huset på Christianshavn (Oh, diese Mieter!). Der Film wurde im Gegensatz zur Fernsehserie nicht in der DDR gezeigt und bisher noch nie auf Deutsch veröffentlicht.

## Handlung
Im Kopenhagener Stadtteil Christianshavn kursiert das Gerücht, dass die alten Gebäude an der Amagergade abgerissen werden sollen. Dies betrifft auch die Mieter der beiden Häuser, die unter der Regie von Hausmeister Meyer stehen und die gegenüberliegende Milieu-Kneipe von Emma – das Rattenloch (Rottehullet). Der Immobilienspekulant und Baulöwe Hallandsen hat mit amerikanischen Kapitalgebern im Rücken schon fast alle erforderlichen Verträge und Genehmigungen in der Tasche. Er möchte nach dem Flächenabriss des alten Wohnviertels die Amagergade stattdessen mit einem großen Einkaufszentrum und einer luxuriösen Hotelanlage unter dem Namen „Hilarious Holyday“ bebauen. Hallandsen braucht nur noch eine Zustimmung des Bauministeriums und konnte bisher auch noch nicht die Grundstücke der Amagergade 7 und 9 von der alten Hausbesitzerin Frau Lorentzen erwerben, um endlich das ganze Quartier zu besitzen. Um das geplante Bauvorhaben doch noch zu verhindern, fälscht und stiehlt der Mieter und Kleinkriminelle Larsen im Bauministerium die letzten fehlenden erforderlichen Dokumente. Auch die anderen Mieter der betreffenden Häuser und die Kneiperin Emma wissen sich zu wehren und tricksen ebenfalls mit großem Einfallsreichtum Hallandsen & Co auf ganzer Linie mehrmals aus. Zu guter Letzt treiben sie die Baumagnaten und Investoren zur Verzweiflung und zur Aufgabe des ehrgeizigen Bauprojektes und retten ihr Viertel samt ihrer Straße so vor dem drohenden Abriss.

## Auszeichnungen
- Bodil 1971: beste männliche Nebenrolle Karl Stegger als neuer Hausmeister